# Константинов, Константин Викторович
Константи́н Ви́кторович Константи́нов (род. 29 сентября 1962, Ленинград) — советский и российский физиолог, кандидат биологических наук, протоиерей Русской православной церкви, кандидат богословия, преподаватель «биоэтики» Санкт-Петербургской духовной академии, член Синодальной комиссии по биоэтике. Является одним из авторов информационно-публицистического портала Русская народная линия.

## Биография
Родился 29 сентября 1962 года в Ленинграде в семье светских служащих.
В 1962 году был крещён в храме Троицы «Кулич и Пасха».
В 1985 году окончил Ленинградский государственный университет (кафедру физиологии человека и животных).
В 1985 году был направлен на постоянную работу в Физиологический отдел имени И. П. Павлова Института экспериментальной медицины.
С 1989 года  занимается исследованиями в области психофизиологии.
В 1991 году стал псаломщиком в Храме Вознесения Господня города Колпино.
В 1996 году поступил в Санкт-Петербургскую духовную семинарию и академию.
В 1999 году митрополитом Санкт-Петербургским и Ладожским Владимиром рукоположен в сан священника.
В 2002 году защитил диссертацию на соискание ученой степени кандидата биологических наук по теме: «Саморегуляция психофизиологического состояния человека в условиях ЭЭГ-акустической обратной связи».
С 2004 года является штатным клириком храма Спаса Нерукотворного Образа.
В 2004 году окончил Санкт-Петербургскую духовную академию.
В 2005 году защитил квалификационную работу на тему: «Молекулярно-генетические свидетельства творения органического мира» с присвоением ученой степени кандидата богословия.
С 2011 года читает курс лекций по предмету «биоэтика» в Санкт-Петербургской духовной академии.

## Научная деятельность
Константинов регулярно участвовал во всероссийских и международных научных конференциях, является автором оригинальных методов функционального лечения расстройств центральной нервной системы и анализа биоэлектрической активности мозга. До января 2017 года являлся старшим научным сотрудником ФГБНУ «ИЭМ».За время работы в ФГБНУ «ИЭМ» опубликовано более 100 печатных работ, в том числе 6 патентов на изобретение, одна монография, 4 методических пособия. В 2014 году за существенный вклад в развитие научных исследований и соавторство в цикле работ «Нейрофизиологические механизмы формирования функционального состояния и поведения методом адаптивной саморегуляции с внешней обратной связью» ученым советом ФГБНУ «ИЭМ» Константинову присуждена премия имени принца А. П. Ольденбургского.

## Взгляды
Несмотря на биологическое образование, Константин Константинов отвергает эволюционное учение, например, в одном из интервью он сказал следующее:
Ученые более 200 лет пытаются объяснить, как появилось разнообразие видов живых существ. Но до сих пор ответа найти не могут. То есть, строго говоря, "теория" эволюции сегодня является всего лишь гипотезой. Тем не менее, наука претендует на большее, строит на основе этой гипотезы целое мировоззрение. А с этим Церковь согласиться не может. Пока я тоже не вижу, чтобы реальные научные факты вступали в противоречие с догматом о сотворении мира.

## Сочинения
- Саморегуляция психофизиологического состояния человека в условиях ЭЭГ-акустической обратной связи : диссертация ... кандидата биологических наук : 03.00.13. - Санкт-Петербург, 2002. - 121 с. : ил.
- Саморегуляция психофизиологического состояния человека в условиях ЭЭГ-акустической обратной связи : автореферат дис. ... кандидата биологических наук : 03.00.13 / Науч.-исслед. ин-т эксперим. медицины РАМН. - Санкт-Петербург, 2002. - 22 с.
- Молекулярно-генетические свидетельства творения органического мира. 2005.

- Методические рекомендации для специалистов в области реабилитации детей с ОВЗ / Груздева Е. А., Колчева Ю. А., Константинов К. В. [и др.] ; научные редакторы : Д. А. Фролов, В. В. Семикин ; Ямало-Ненецкий автономный округ, Государственное казенное учреждение "Научный центр изучения Арктики" ; Санкт-Петербург : Астерион, 2021. - 86, [1] с.; 21 см.; ISBN 978-5-00188-105-6 : 200 экз.

- Сретение Господне. Рассказ о Празднике. 15.02.2006
- "Настоящий ученый - служитель Истины". Беседа со священником-ученым. 25.02.2006
- Материя смыслов не порождает. 18.06.2013
- Музыка мозга и дыхание Бога. Беседа с протоиереем Константином Константиновым. 12.12.2014
- Протоиерей Константин Константинов Синтетическая биология и проблема сознания. 17.06.2022
- Протоиерей Константин Константинов М.А. Грицышина Г.Э. Нефедова Восстановление когнитивных функций у больных с органическими поражениями головного мозга в комплексной медицинской реабилитации. 17.06.2022
- Протоиерей Константин Константинов М.К. Леонов Д.Б. Мирошников и др. Особенности восприятия акустического образа собственной биоэлектрической активности головного мозга. 17.06.2022
- Протоиерей Константин Константинов А.Е. Терешин  В.В. Кирьянова  и др. Биоакустическая коррекция в когнитивной реабилитации пациентов с очаговыми поражениями головного мозга. 17.06.2022
- Протоиерей Константин Константинов Ю.А. Колчева Е.А. Астахова Принципы терапии речевых нарушений у детей на основе метода биоакустической коррекции. 17.06.2022
- Протоиерей Константин Константинов Ю.А. Колчева Е.В. Беникова Применение метода «Биоакустическая коррекция» при лечении задержки речевого развития у детей. 17.06.2022